# پنجاه و یکمین دوره جوایز اسکار

## جوایز
| جایزه اسکار بهترین فیلم | جایزه اسکار بهترین کارگردانی |
| --- | --- |
| - شکارچی گوزن - بازگشت به وطن - بهشت می‌تواند صبر کند - قطار سریع‌السیر نیمه‌شب - زن مجرد | - مایکل چیمینو – شکارچی گوزن - هال اشبی – بازگشت به وطن - وارن بیتی و باک هنری – بهشت می‌تواند صبر کند - وودی آلن – داخلی - آلن پارکر – قطار سریع‌السیر نیمه‌شب |
| جایزه اسکار بهترین بازیگر نقش اول مرد | جایزه اسکار بهترین بازیگر نقش اول زن |
| - جان ویت – بازگشت به وطن - رابرت دنیرو – شکارچی گوزن - وارن بیتی – بهشت می‌تواند صبر کند - گری بیوسی – داستان بادی هولی - لارنس الیویه – پسران برزیل | - جین فوندا – بازگشت به وطن - اینگرید برگمن – سونات پاییزی - الن برستین – سال بعد، همین موقع - جیل کلایبورگ – زن مجرد - جرالدین پیج – داخلی |
| جایزه اسکار بهترین بازیگر نقش مکمل مرد | جایزه اسکار بهترین بازیگر نقش مکمل زن |
| - کریستوفر واکن – شکارچی گوزن - بروس درن – بازگشت به وطن - ریچارد فارنزورث – سوارکاری می‌آید - جان هرت – قطار سریع‌السیر نیمه‌شب - جک واردن – بهشت می‌تواند صبر کند | - مگی اسمیت – سوئیت کالیفرنیا - مریل استریپ – شکارچی گوزن - دیان کنون – بهشت می‌تواند صبر کند - پنولوپه میلفورد – بازگشت به وطن - مورین استیپلتون – داخلی |
| جایزه اسکار بهترین فیلم‌نامه غیراقتباسی | جایزه اسکار بهترین فیلم‌نامه اقتباسی |
| - بازگشت به وطن – نانسی داود, والدو سالت و رابرت سی. جونز - سونات پاییزی – اینگمار برگمان - شکارچی گوزن – مایکل چیمینو، Deric Washburn, Louis Garfinkle and Quinn K. Redeker - داخلی – وودی آلن - زن مجرد – پل مازورسکی | - قطار سریع‌السیر نیمه‌شب – الیور استون - Bloodbrothers – والتر نیومن - California Suite – نیل سایمون - بهشت می‌تواند صبر کند – الین می و وارن بیتی - سال بعد، همین موقع – برنارد اسلید |
| Best Foreign Language Film | جایزه اسکار بهترین طراحی لباس |
| - دستمال‌های خود را آماده کنید (فرانسه) - The Glass Cell (آلمان غربی) - مردم مجار (مجارستان) - Viva Italia! (ایتالیا) - White Bim Black Ear (اتحاد جماهیر سوسیالیستی شوروی) | - مرگ بر روی نیل – آنتونتی پاول - کاروان‌ها – رنی - روزهای بهشت – Patricia Norris - The Swarm – Paul Zastupnevich - جادوگر – Tony Walton |
| جایزه اسکار بهترین فیلم مستند | Best Documentary Short |
| - بی‌درنگ ترسیده - باد صبا - Mysterious Castles of Clay - Raoni - With Babies and Banners: Story of the Women's Emergency Brigade | - The Flight of the Gossamer Condor - The Divided Trail: A Native American Odyssey - An Encounter with Faces - Goodnight Miss Ann - Squires of San Quentin |
| جایزه اسکار بهترین فیلم کوتاه | جایزه اسکار بهترین پویانمایی کوتاه |
| - Teenage Father - A Different Approach - Mandy's Grandmother - Strange Fruit | - Special Delivery - Oh My Darling - Rip Van Winkle |
| جایزه اسکار بهترین موسیقی فیلم | جایزه اسکار بهترین موسیقی فیلم |
| - قطار سریع‌السیر نیمه‌شب – جورجو مورودر - پسران برزیل – جری گلدسمیت - روزهای بهشت – انیو موریکونه - بهشت می‌تواند صبر کند – دیو گروسین - سوپرمن – جان ویلیامز | - داستان بادی هولی – جو رنزتی - جادوگر – کوئینسی جونز - Pretty Baby – جری وکسلر |
| جایزه اسکار بهترین ترانه | Best Sound Mixing |
| - "Last Dance" from Thank God It's Friday – Music and Lyric by پال جبارا - "Hopelessly Devoted to You" from گریس – Music and Lyric by John Farrar - "The Last Time I Felt Like This" from سال بعد، همین موقع – Music by ماروین هملیش; Lyric by الن برگمن و الن برگمن - "Ready to Take a Chance Again" from Foul Play – Music by چارلز فاکس; Lyric by نورمن گیمبل - "When You're Loved" from The Magic of Lassie – Music and Lyric by ریچارد ام. شرمن و رابرت بی. شرمن    | - شکارچی گوزن – Richard Portman, William McCaughey, Aaron Rochin و Darin Knight - Hooper – Robert Knudson, Robert Glass, Don MacDougall و Jack Solomon - سوپرمن – Gordon K. McCallum, Graham V. Hartstone, Nicolas Le Messurier و Roy Charman - داستان بادی هولی – Tex Rudloff, Joel Fein, Curly Thirlwell و Willie D. Burton - روزهای بهشت – John Wilkinson, Robert W. Glass, Jr., John T. Reitz و Barry Thomas |
| جایزه اسکار بهترین طراحی صحنه | جایزه اسکار بهترین فیلمبرداری |
| - بهشت می‌تواند صبر کند – Art Direction: Paul Sylbert و Edwin O'Donovan; Set Decoration: George Gaines - The Brink's Job – Art Direction: دین تاوولاریس و Angelo Graham; Set Decoration: George R. Nelson - California Suite– Art Direction: Albert Brenner; Set Decoration: Marvin March - داخلی – Art Direction: Mel Bourne; Set Decoration: Daniel Robert - جادوگر – Art Direction: Tony Walton و Philip Rosenberg; Set Decoration: Edward Stewart و Robert Drumheller | - روزهای بهشت – نستور آلمندروس - شکارچی گوزن – ویلموش ژیگموند - بهشت می‌تواند صبر کند – ویلیام ای. فراکر - سال بعد، همین موقع – رابرت ال. سرتیس - جادوگر – اوسوالد موریس |
| جایزه اسکار بهترین تدوین | |
| - شکارچی گوزن – پیتر زینر - سوپرمن – استوارت برد - قطار سریع‌السیر نیمه‌شب – جری همبلینگ - پسران برزیل – Robert E. Swink - بازگشت به وطن – دان زیمرمن | |